# Episauris kiliani
Episauris kiliani är en fjärilsart som beskrevs av Hans Rebel 1898. Episauris kiliani ingår i släktet Episauris och familjen mätare. Inga underarter finns listade i Catalogue of Life.